# 多布雷陨坑
多布雷陨坑（Daubrée）是月球正面位于冬湖东北的一座小型撞击坑，其名称取自法国洞穴探险者及地质学家加布里埃尔·奥古斯特·多布雷（Gabriel Auguste Daubrée，1814年-1896年），1973年被国际天文学联合会批准接受。

## 描述

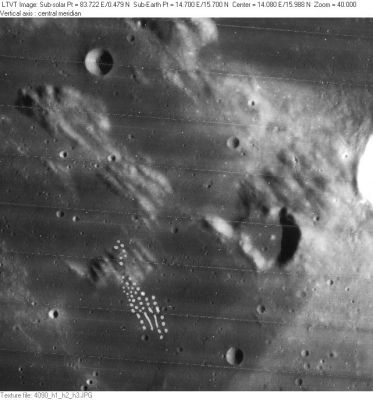
月球轨道器4号拍摄的多布雷陨坑照片。

该陨坑嵌入在海玛斯山脉东段，北面为澄海、东南和西南分别坐落着荣誉湾和冬湖，西北毗邻苏尔皮基乌斯·盖路斯陨石坑、门纳劳斯陨石坑和奥威尔斯陨石坑则分别位于它的东北及东南偏东方。陨坑中心的月面坐标为15°44′S 14°45′E / 15.73°S 14.75°E，直径14.67公里，深度2.364公里。
该陨坑已明显磨损，西北侧边缘完全坍塌，整体外观类似一块马蹄铁。南侧边缘有一道小裂口，东侧则连接海玛斯山脉南麓；陨坑侧壁平均高出周边地形550米，碗状的坑底内填满从西北侧通道贯入的玄武岩熔岩，因此，底表平坦，无其它典型的地貌结构。

在1973年国际天文学联合会正式命名它前，该陨坑曾被称为卫星坑门纳劳斯 S。